# Àcar de la sarna
L'àcar de la sarna (Sarcoptes scabiei) és un aràcnid de la família Sarcoptidae.

## Característiques
L'àcar de la sarna és un paràsit minúscul i cec amb quatre parells de potes. Forada l'epidermis i causa la sarna, malaltia que produeix una coïssor intensa i persistent. En foradar túnels sota la pell la femella va ponent de 2 a 3 ous diaris. Aquests ous tenen un diàmetre de 0,1 a 0,15 mm. Els ácars passen per quatre fases biològiques ou, larva, nimfa i adult. La femella adulta fa de 0,3 a 0,45 mm de llargada i el mascle adult la meitat.
Els àcars de la sarna, com les xinxes i les puces, tendeixen a desaparèixer durant temps de pau i abundància. Tornen a aparèixer, però, en els temps difícils de guerres i crisis a causa principalment de l'augment de la pobresa i d'una reducció en els nivells d'higiene.